# Сарибулак (імені Габіта Мусрепова район)
Сарибула́к (каз. Сарыбұлақ) — село у складі району імені Габіта Мусрепова Північноказахстанської області Казахстану. Входить до складу Кокалажарського сільського округу.
Населення — 40 осіб (2021; 312 у 2009, 446 у 1999, 380 у 1989).
Національний склад станом на 1989 рік:
- казахи — 100 %.